# Siekiera Beechinga
Siekiera Beechinga (ang. Beeching Axe) – nieformalna nazwa powstałego w latach 60. XX wieku projektu zredukowania gwałtownie rosnących kosztów utrzymania kolei brytyjskich. Jego głównym autorem był Richard Beeching, ówczesny szef przedsiębiorstwa British Rail. Projekt zakładał wszechstronną modernizację kolei, jednak jego głównym postulatem była likwidacja nierentownych linii kolejowych. Beeching przygotował dwa raporty:
- The Reshaping of British Railways (Beeching I), 1963
- The Development of the Major Railway Trunk Routes (Beeching II), 1965

## Przyczyny

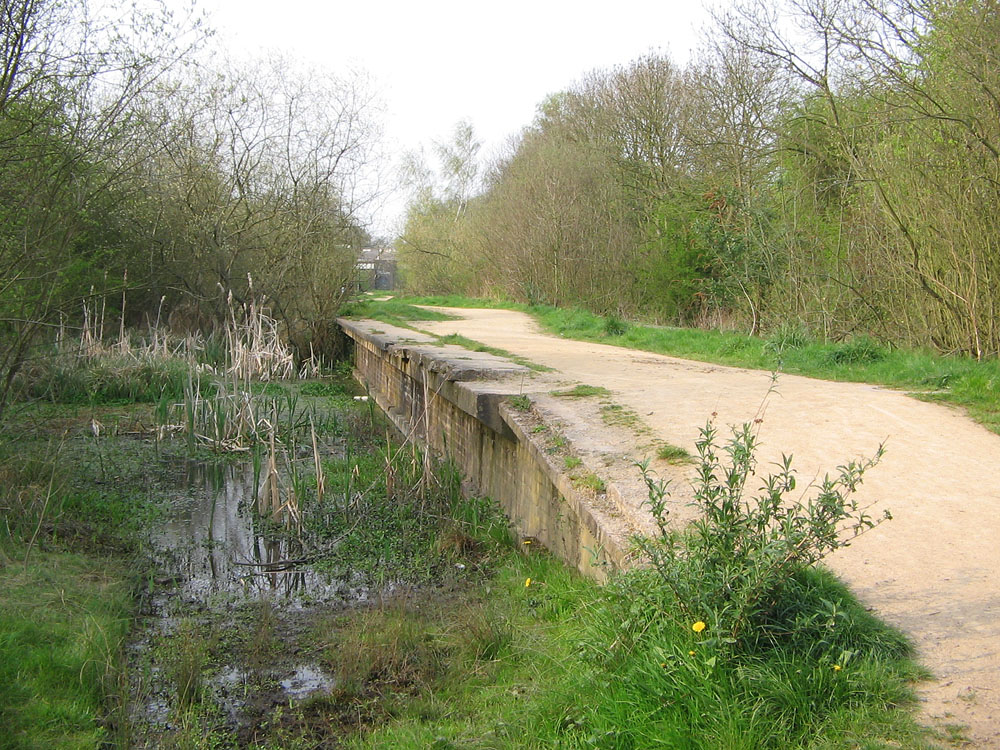
Pozostałości po Rugby Central Station

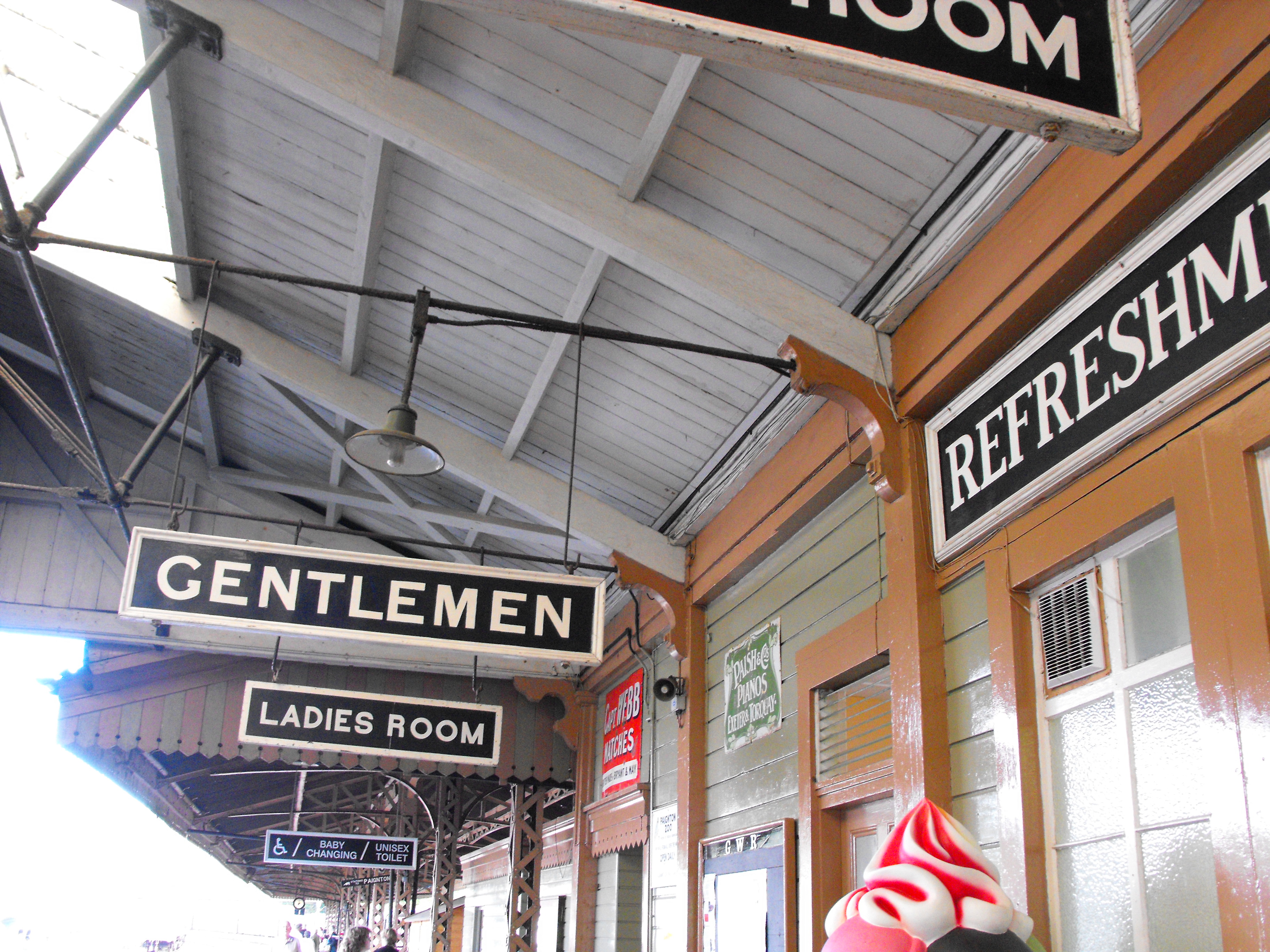
Odremontowana z zachowaniem realiów z lat 20. XX w. stacja kolejowa w Kingswear zamknięta na mocy Beeching Axe

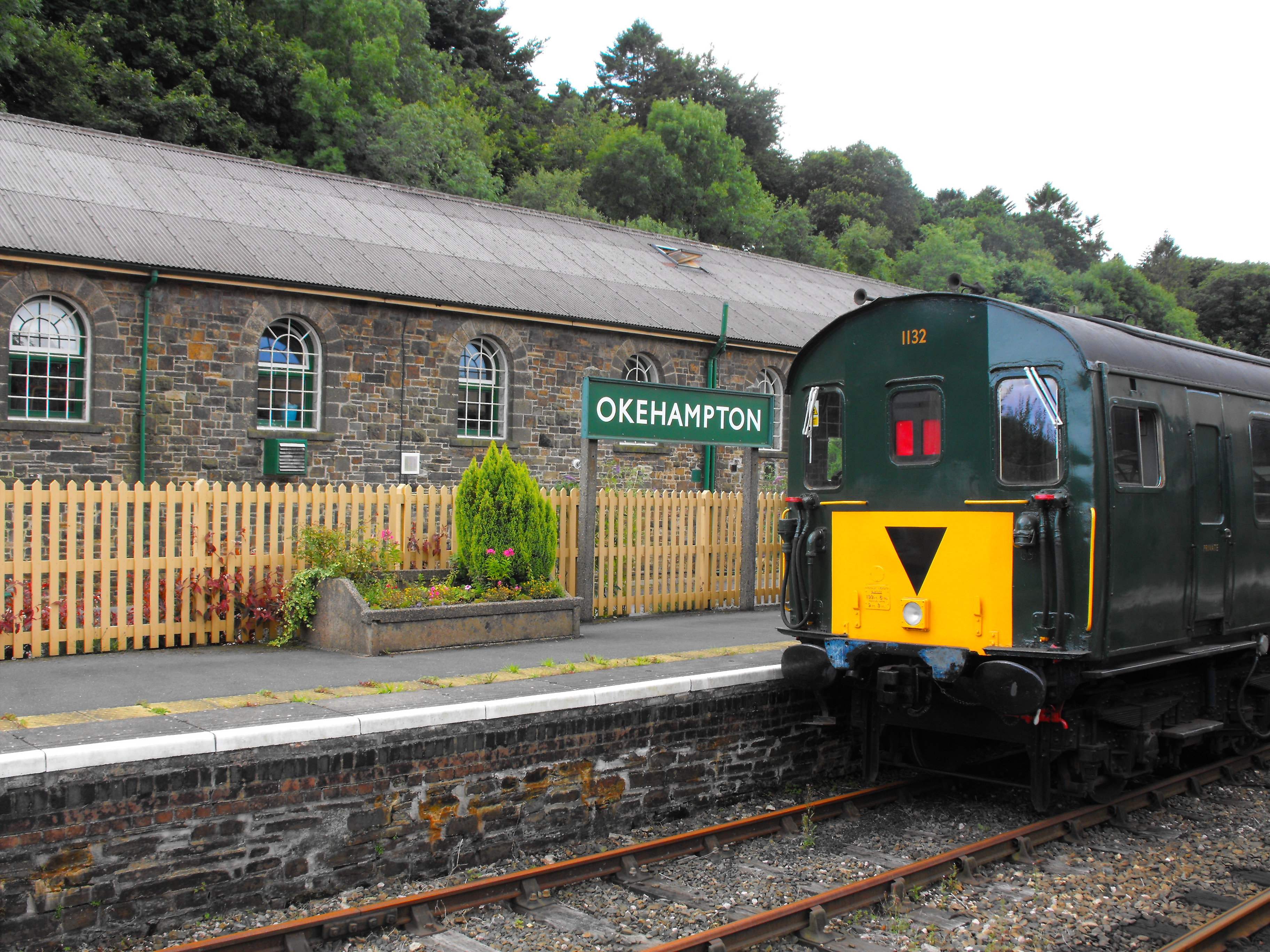
Stacja w Okehampton używana jest obecnie głównie dla obsługi ruchu turystycznego i zabytkowych pociągów

Beeching Axe był reakcją na nieudany plan modernizacji kolei brytyjskich z lat 50., kiedy modernizowano strukturę kolei, kupowano nowe lokomotywy spalinowe i elektryfikowano linie kolejowe bez zwracania uwagi na rangę danej linii kolejowej. Spowodowało to przerost zatrudnienia i rosnące długi kolei brytyjskich. Na początku lat 60. konserwatywny rząd Harolda Macmillana, określając politykę transportu, zdecydował o położeniu większego nacisku na transport drogowy i zmniejszenie roli transportu szynowego. W 1961 rząd powierzył zadanie restrukturyzacji kolei Richardowi Beechingowi, ówczesnemu prezesowi British Rail.

## Przebieg
Beeching dokonał analizy systemu kolei brytyjskich stwierdzając, że 80% ruchu kolejowego przypada na 20% tras, podczas gdy pozostałe linie przynoszą straty. 27 marca 1963 przedstawił raport The Reshaping of British Railways (Restrukturyzacja kolei brytyjskich), w którym zaproponował masowe zamknięcia linii kolejowych. Program został chłodno przyjęty w Wielkiej Brytanii, zwłaszcza w społecznościach wiejskich.
Plan zakładał zlikwidowanie 9 tysięcy kilometrów linii kolejowych, głównie dojazdowych i lokalnych, z wówczas istniejących 28 tysięcy. Zakładano również likwidację małych i nierentownych stacji i przystanków kolejowych na istniejących liniach. Zakładano zmniejszenie zatrudnienia o 71 tysięcy osób.

## Zamykanie poszczególnych linii kolejowych
W szczytowym okresie kolej brytyjska liczyła 33 000 km i 6000 stacji. W roku zakończenia Beeching Axe całkowita długość sieci wynosiła 19 000 km, a znajdowało się na niej 2000 stacji i przystanków. Oto szczegółowy przebieg zamykania linii kolejowych:
| Rok  | Długość linii (km) |
| ---- | ------------------ |
| 1963 | 521                |
| 1964 | 1703               |
| 1965 | 970                |
| 1966 | 1210               |
| 1967 | 480                |
| 1968 | 640                |
| 1969 | 400                |
| 1970 | 443                |
| 1971 | 37                 |
| 1972 | 80                 |
| 1973 | 56                 |
| 1974 | 0                  |

## Skutki
Karol Trammer twierdzi, że likwidacja prowincjonalnych linii zmniejsza liczbę pasażerów na głównych liniach.